# Polícia da Catalunha
A Polícia da Catalunha (em catalão:  Policia de la Generalitat de Catalunya) ou Mossos d'Esquadra é a corporação policial autônoma, de estatuto civil, fundada em 1719 e a mais antiga da Europa, responsável pela segurança pública e prestação do serviço de polícia na Comunidade Autônoma da Catalunha.
Essa corporação, ao longo da sua história tricentenária, enfrentou muitas adversidades, esteve submetida ao controle militar espanhol, mas desde 1980 passou à subordinação do governo da Catalunha (Generalidade da Catalunha).
Em 1994 substituiu a Guarda Civil e a Polícia Nacional (CNP) nas funções de polícia judiciária e polícia ostensiva, cabendo, ainda,  às duas corporações do estado espanhol o combate ao terrorismo, a imigração ilegal e outras atribuições da sua competência exclusiva. A partir de 1 de novembro de 2005 os Mossos d'Esquadra assumiram o ciclo completo de polícia em Barcelona, liderando importantes dispositivos de segurança como foram a reunião do BCE em 2012, ou a receção ao Papa Bento XVI em 2010.
Atualmente operam em toda a Catalunha, em conjunto com as polícias municipais (guàrdia urbana, em catalão).

## Formação profissional
A formação profissional dos policiais da Catalunha se realiza no Instituto de Segurança Pública da Catalunha, antiga Escola de Polícia da Catalunha, situada em Mollet del Vallès.  
Os aspirantes devem fazer o Curso de Formação Básica com duração de 9 meses, ainda na fase de seleção, e, após a sua conclusão, cumprirão doze meses de estágio probatório no exercício  das funções policiais.

## Graduações

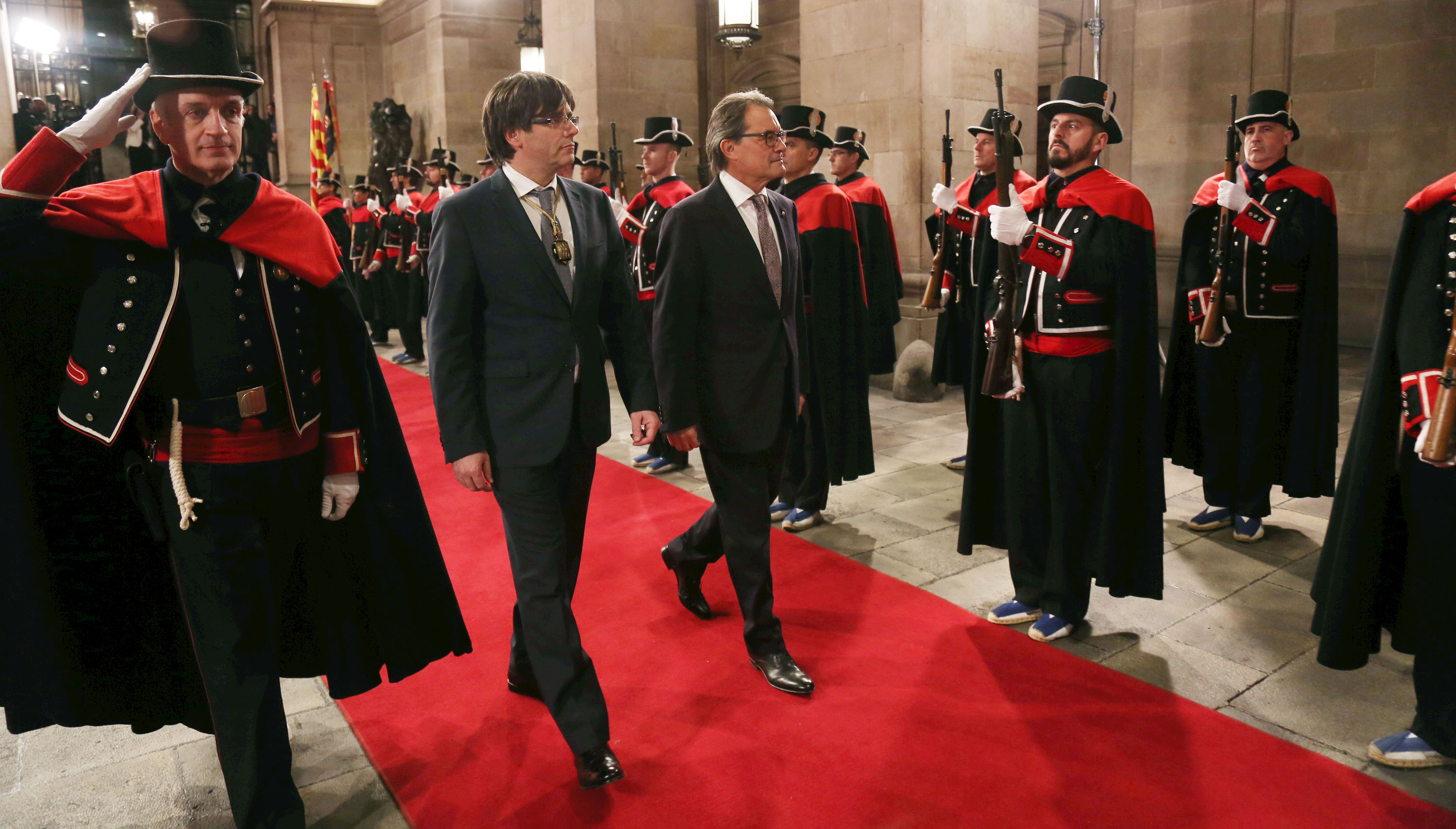
Agentes com uniforme de gala

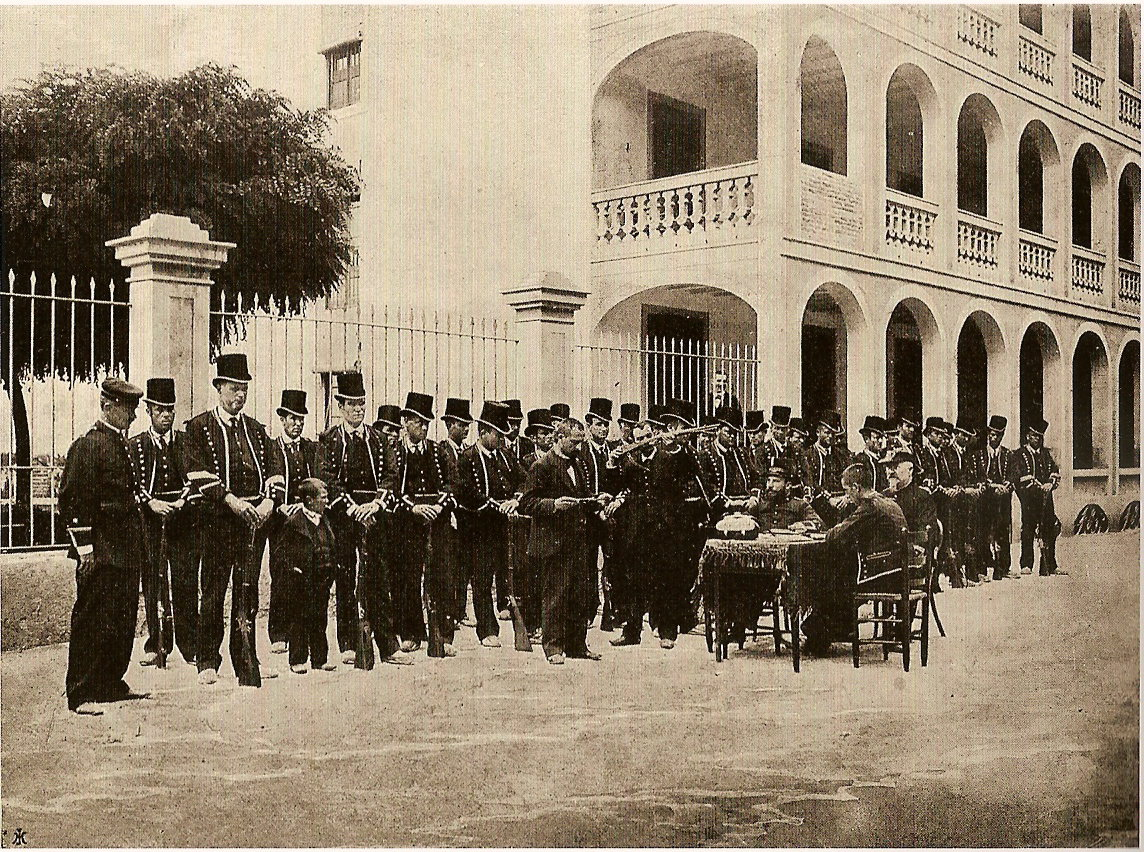
Revista no final do séc. XIX

A direção da corporação cabe ao Conselheiro do Interior do Governo da Catalunha, auxiliado pela seguinte hierarquia policial:
- Major (Major)
- Comissário (Comissari)
- Intendente (Intendent)
- Inspetor (Inspector)
- Subinspetor (Sotsinspector)
- Sargento (Sergent)
- Cabo (Caporal)
- Moço (Mosso)

| Hierarquia | Mosso | Caporal | Sergent | Sotsinspector | Inspector | Intendent | Comissari | Major |
| Insígnia   |       |         |         |               |           |           |           |       |

## Organização

### Região policial (RP)
O território catalão está dividido em nove regiões policiais, correspondentes aos Comissariados Regionais de Girona, Região Central, Pirenéu Ocidental, Poente, Campo de Tarragona, Terras do Ebro, na Região Metropolitana de Barcelona, R. M. do Norte e R. M. do Sul.
Os Comissariados Regionais fornecem apoio operacional às Áreas Básicas Policiais (ABPs) subordinadas, nos seguintes serviços:
Operações especiais
Polícia judiciária
Polícia científica
Polícia administrativa
Polícia do meio-ambiente
Controle de trânsito

## Grupo de Intervenção Especial
File:03-GEI-Octavio-Díez-Cámara-1030x773.jpg
Grupo de intervenção especial (GEI) em catalão: Grup Especial d'Intervenció. Este grupo foi criado em 1984 com a colaboração de Spezialeinsatzkommando (SEK) da Alemanha.
Tornar-se parte dessa área não é nada fácil e é necessário passar por um processo de seleção que dura um ano inteiro: até 350 candidatos foram apresentados à promoção em 2009, mas apenas 11 foram solicitados com as melhores aptidões. A primeira fase, de natureza física, consiste em vários testes de força e resistência, médicos e psicotécnicos; Foi superado por 42 agentes. A difícil fase da adaptação consiste em um intenso treinamento multidisciplinar, no qual, durante 30 dias, os candidatos se livram do mundo e sofrem duros testes de resistência e sacrifício físico, em condições de grande apetite, sono, frio e estresse. As pessoas aspirantes precisam superar situações de alto risco (como se atirar no vazio, fazer a ponte pular sem hesitar ou gritar ou mostrar medo, ...), situações de vertigem (entrar na área e retornar a dois metros de uma placa de vácuo de madeira), claustrofobia, corpo a corpo (embora perdê-lo não signifique que seja eliminado), pense em condições de exaustão (faça um quebra-cabeça depois de horas sem dormir), etc. Para a promoção de 2009, essa fase foi superada em 11 candidatos. Em seguida, vem uma terceira fase de treinamento, de 750 horas (que na verdade acaba gerando mais de 1000), a ser realizada nos próximos seis meses. Finalmente, a quarta e última fase é o período de práticas em que os aspirantes já estão integrados nas atividades da AGEI e dura três meses, que só foram superados por 9 agentes (2,6% do total) Atualmente, são formados aproximadamente 400 agentes, tudo o que está relacionado a essa área é secreto.

## Armamento e material diverso
Esta área tem uma grande quantidade e variedade de armas. Cada uma das armas é atribuída apenas a um GEI. A longa lista inclui:
Pistolas
- Pistola P30 - Parabellum de 9x19mm.

- HK USP - Parabellum de 9x19mm.

- FN Five Seven– Cal. 5.7x28mm.

Pistola-metralhadora
HK MP5 - 9x19mm Parabellum.
- FN P90– 5,7x28mm.

- HK MP7 - 4,6x30mm.

Fuzil de assalto
- HK G-36 - 5.56x45mm NATO.

- FN Scar 7.62x51mm/ 5.56x45mm

- HK 417 -7.62x51mm

Escopeta
- Remington 870 - calibre 12.

Fuzil de precisão
- Heckler & Koch PSG1 - 7.62x51mm NATO.

- SAKO TRG-22 - 7.62x51mm NATO.

- M110 Sistema de atirador semi-automático - 7.62x51mm NATO.

- AMP DSR-1 - .338 Lapua Magnum.

Obviamente, outros equipamentos, como capacetes, óculos de proteção, vários tipos de coletes (balísticos, antitrauma, entre outros), cassetetes, aríetes para arrombar portas, escudos balísticos, câmeras de fibra óptica e muitos outros.
Nas intervenções mais comuns, cada uma delas é equipada com uma submetralhadora e duas pistolas

#### Divisões
Com respeito às Divisões, são os organismos centrais do corpo que englobam várias áreas policiais e têm umas tarefas muito específicas para desenvolver. Há um total de dez divisões:
- Divisão de Assuntos Internos (DAI): encarrega-se de pesquisar o corpo policial para controlar que os agentes da autoridade não cometam atividades ilegais. Depende diretamente da Direção Geral de Polícia.

- Divisão de Informação (DINF): encarrega-se de pesquisar e perseguir organizações criminosas com objetivos ideológicos e não lucrativos. Depende diretamente da Direção Geral de Polícia.

- Divisão de Sistemas de Informação Policial (DSIP): encarrega-se de velar pelos sistemas informáticos internos, as bases de dados e as telecomunicações internas do corpo. Desenha-os, verifica-os, avalia-os e vigia a segurança. Também fornece aos órgãos da polícia dados estatísticos. Depende da Comissaria Geral de Planeamento e Organização (CGPO).

- Divisão de Planeamento, Qualidade e Ordenação Profissional (DPQOP): encarrega-se de definir os critérios de seleção das pessoas que querem tornar-se mossos d'esquadra, define os critérios de promoção e ascensão, avalia a tarefa policial, estabelece os recursos de dotação da cada unidade do corpo, faz a gestão do armamento, das *credenciais policiais, etc. Depende da Comissaria Geral de Planeamento e Organização (CGPO).

- Divisão de Trânsito (DT): encarrega-se de aplicar sobre as estradas as indicações técnicas e operativas do Serviço Catalão de Trânsito, analisa os acidentes mais importantes, bem como planifica e dirige os dispositivos de trânsito mais importantes da Catalunha. Elabora estudos e estatísticas do trânsito. Não se encarrega da gestão do trânsito habitual, já que esta função é levada a cabo por cada Região Policial. Depende da Comissaria Geral Territorial (CGTER).

- Divisão Técnica de Segurança Cidadã (DTSC), encarrega-se de um amplo leque de tarefas: investigação de atos ilícitos administrativos, investigação de delitos contra o meio ambiente, a proteção de menores, a avaliação e o estabelecimento dos critérios da atenção ao cidadão, seguimento do programa contra a violência de género. Depende da Comissaria Geral Territorial (CGTER).

- Divisão de Intervenção (DINT): encarrega-se de dar um apoio especializado ao resto de unidades policiais em matéria de ordem pública, ou em situações de risco de violência armada. Depende da Comissaria Geral de Recursos Operacionais (CGRO).

- Divisão de Apoio Operativo (DSO): encarrega-se de dar um apoio especializado ao resto de unidades policiais em matéria de artefactos explosivos, atuações em meios difíceis (aéreos, subterrâneos, subaquáticos...), uso de cães adestrados, ou vigia de presos. Depende da Comissaria Geral de Recursos Operacionais (CGRO).

- Divisão de Polícia Científica (DPC): encarrega-se de conferir provas e identificações através de métodos científicos. Existem diversas especialidades: documentoscópia, antropologia, biologia, química, fotografia e audiovisuais, balística e pistas instrumentais, informática forense, lofoscópia, dactiloscópia, e o sistema automático de reconhecimento de impressões digitais. Depende da Comissaria Geral de Investigação Criminal (CGIC).

- Divisão de Investigação Criminal (DIGO): encarrega-se da investigação e perseguição dos casos de delinquência criminal com uma finalidade económica. Roubos, homicídios, crime organizado, etc. são alguns dos seus âmbitos de atuação. Depende da Comissaria Geral de Investigação Criminal (CGIC).

### Área básica policial (ABP)
É a área correspondente ao comissariado (delegacia), que presta serviços locais de polícia judiciária e polícia ostensiva.

### Comissariado Geral de Recursos Operacionais (CGRO)
O CGRO é um departamento de polícia especializada dos Mossos d'Esquadra que dispõe de recursos humanos e materiais para apoiar as Regiões Policiais e as Áreas Básicas Policiais, com unidades de intervenção, operações especiais e  proteção à personalidades.

## Galeria

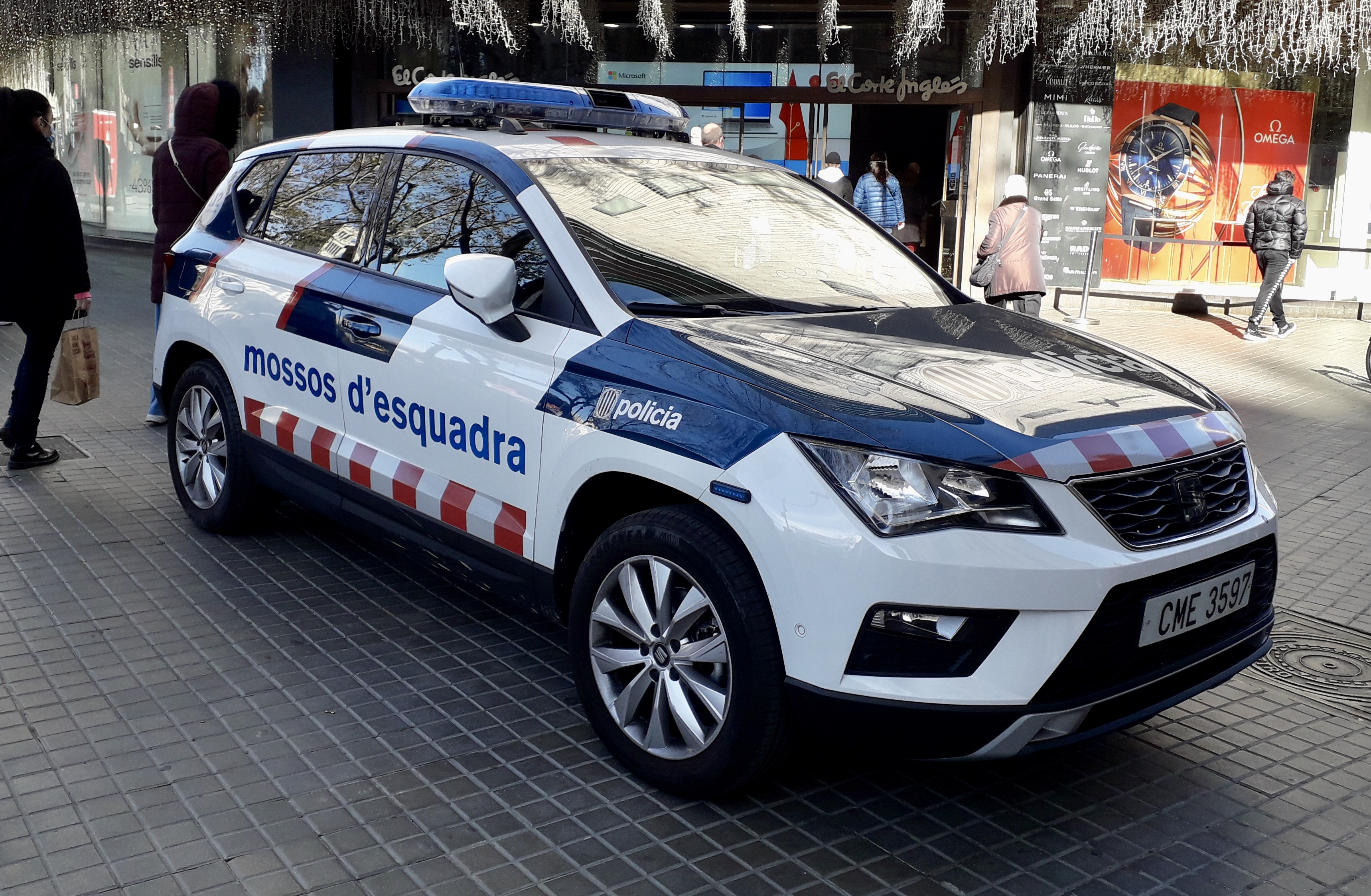
Carro-Patrulha
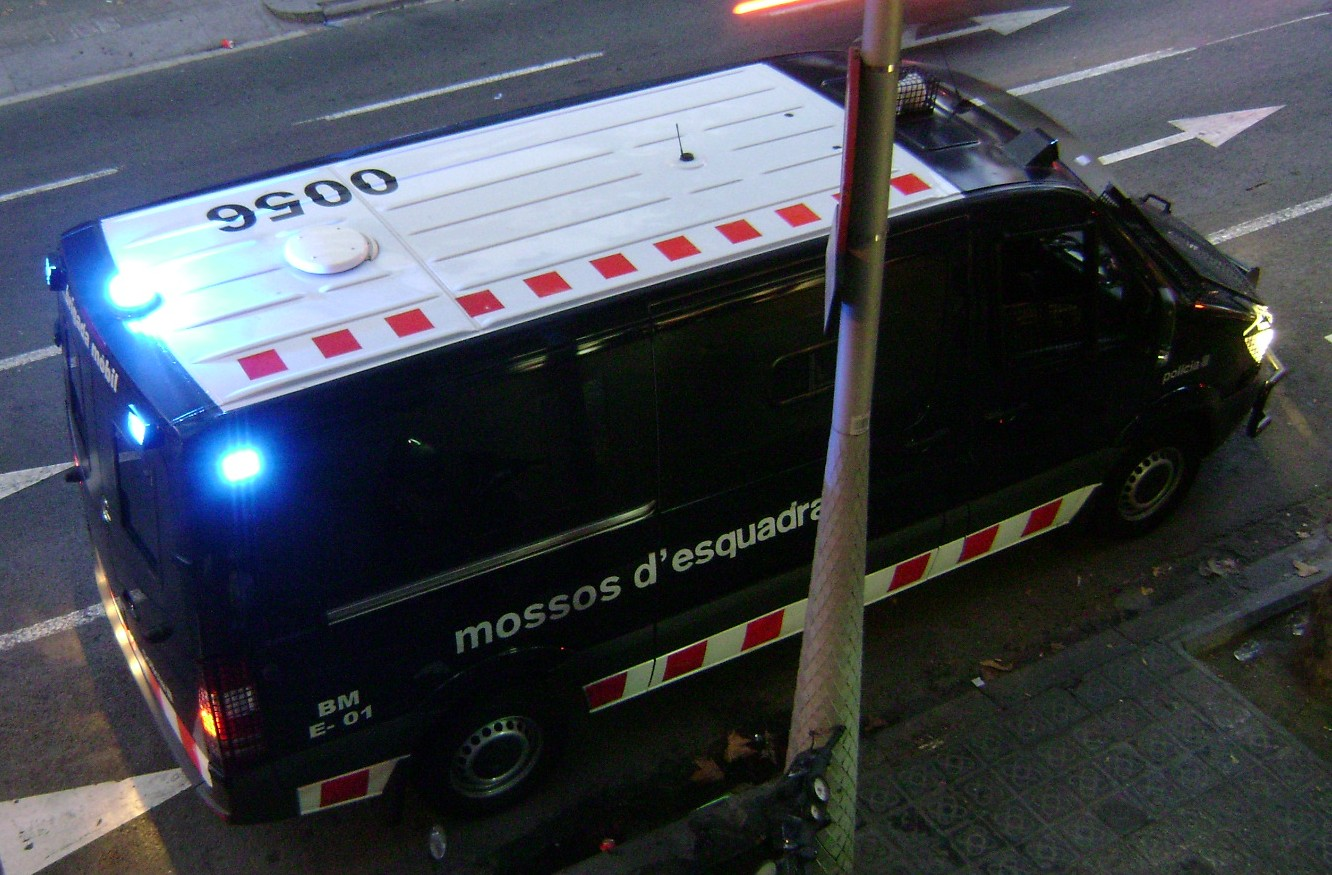
Furgoneta policial
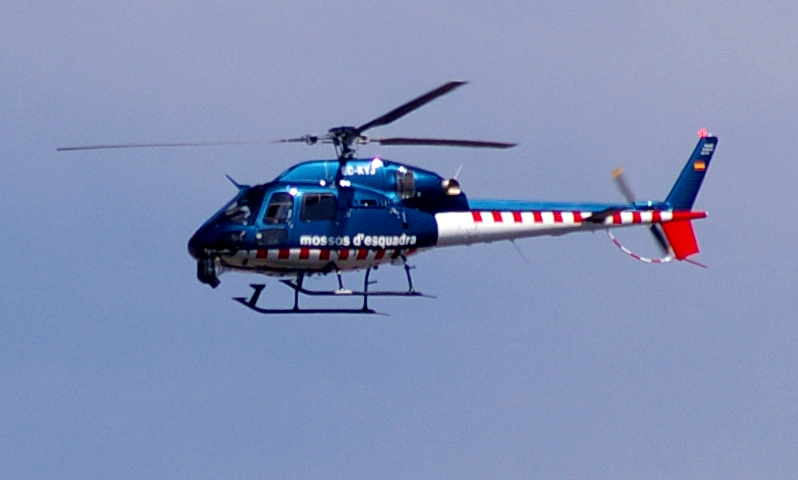
Helicóptero da corporação
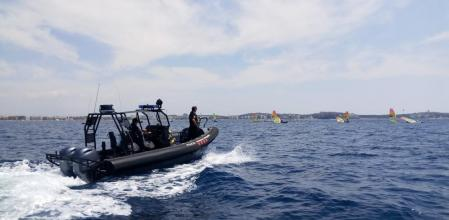
Unidade Marítima de Mossos d'Esquadra.
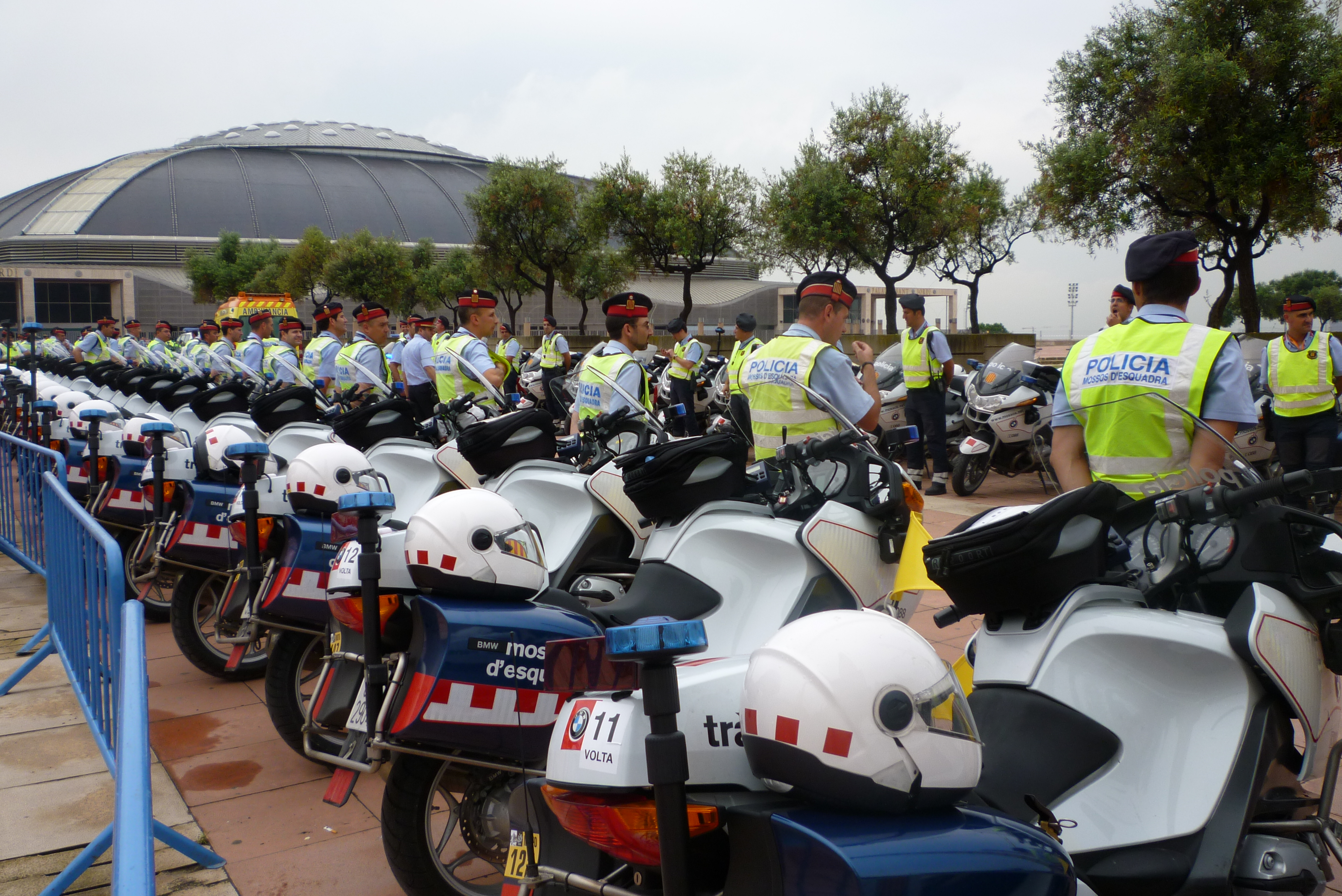
Motociclistas do serviço de transito
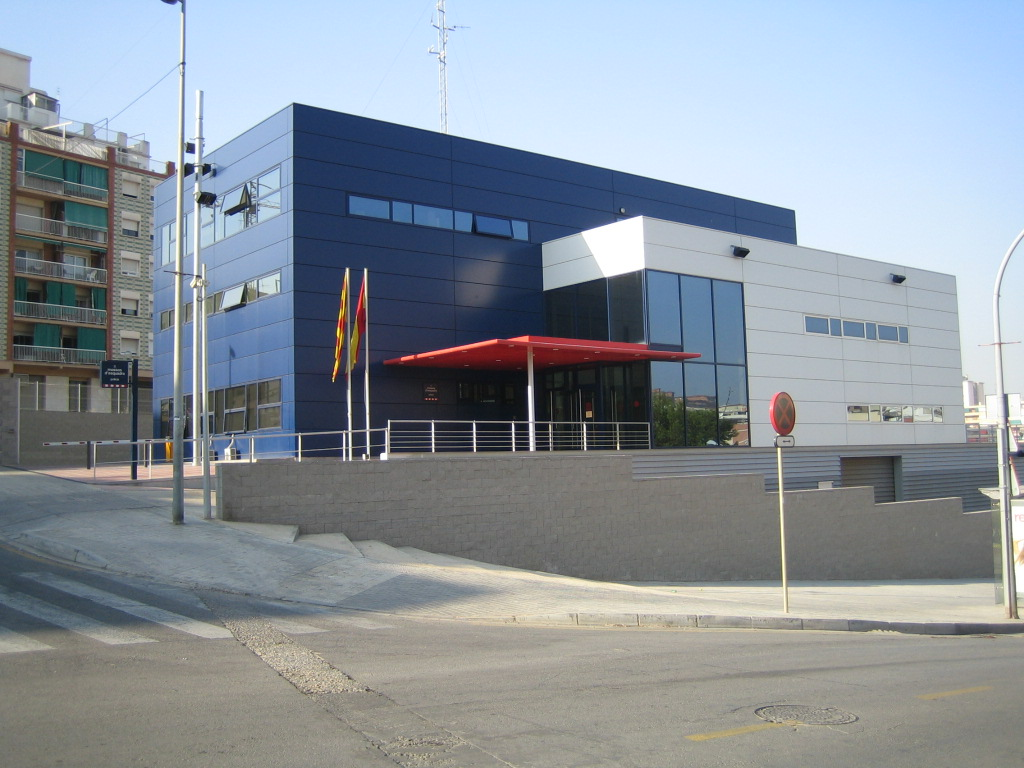
Comissariado
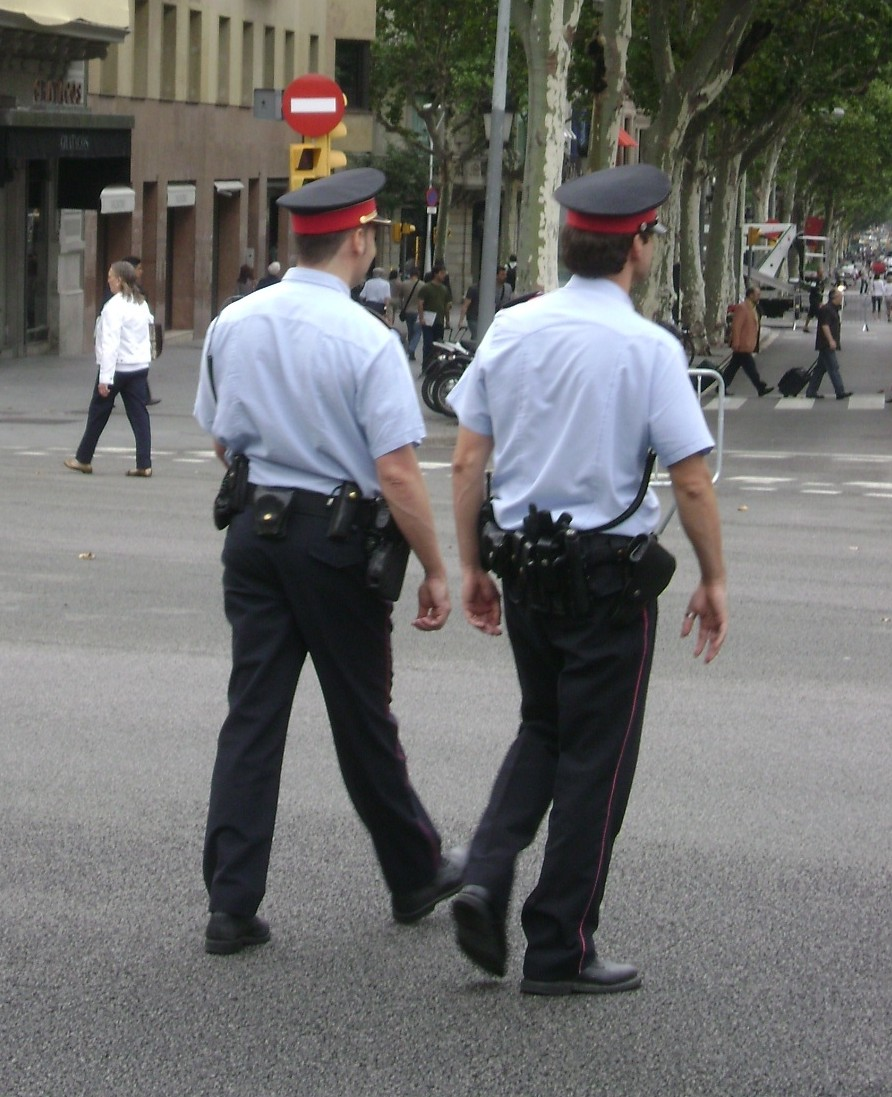
Rondantes da Unidade de Segurança Cidadã (USC)
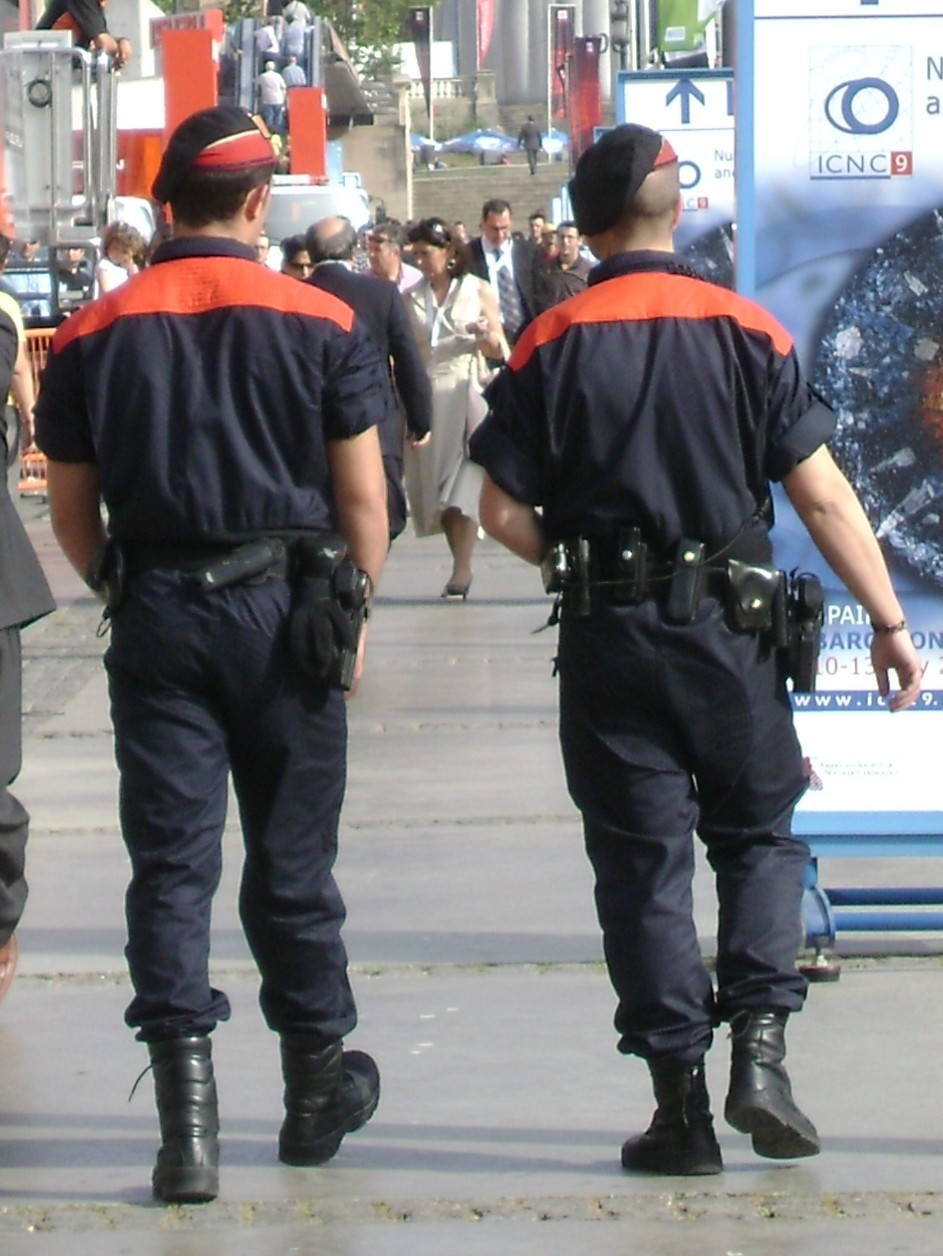
Ronda pedestre (especializada)
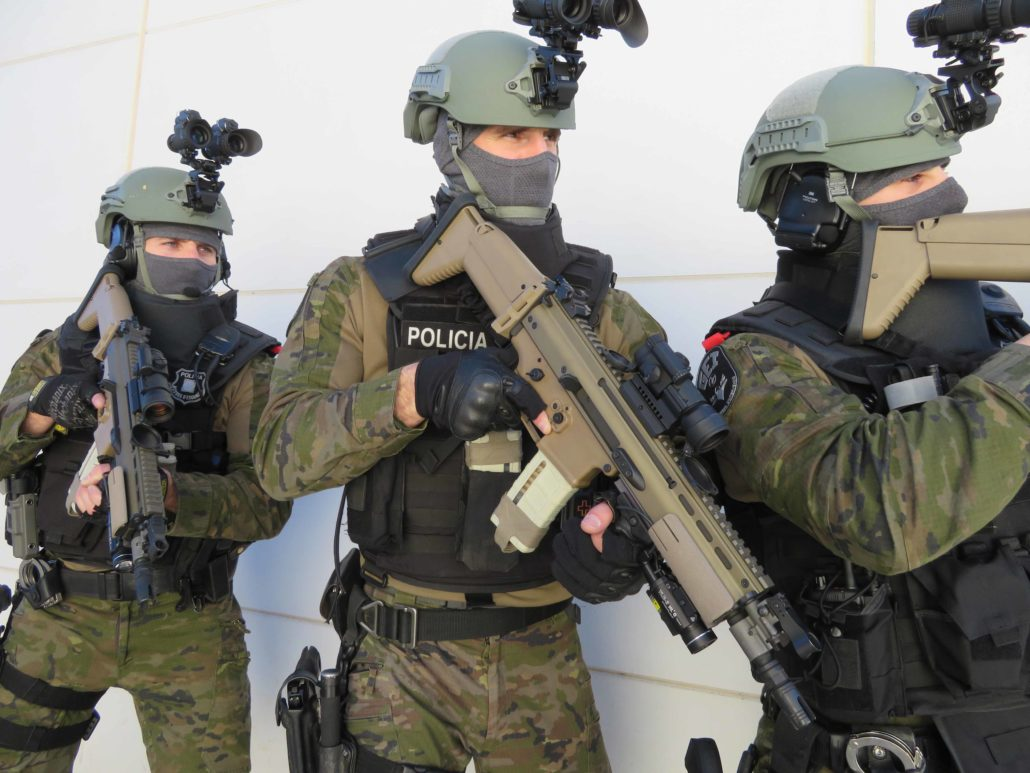
Grupo de intervenção especial de Mossos d'esquadra
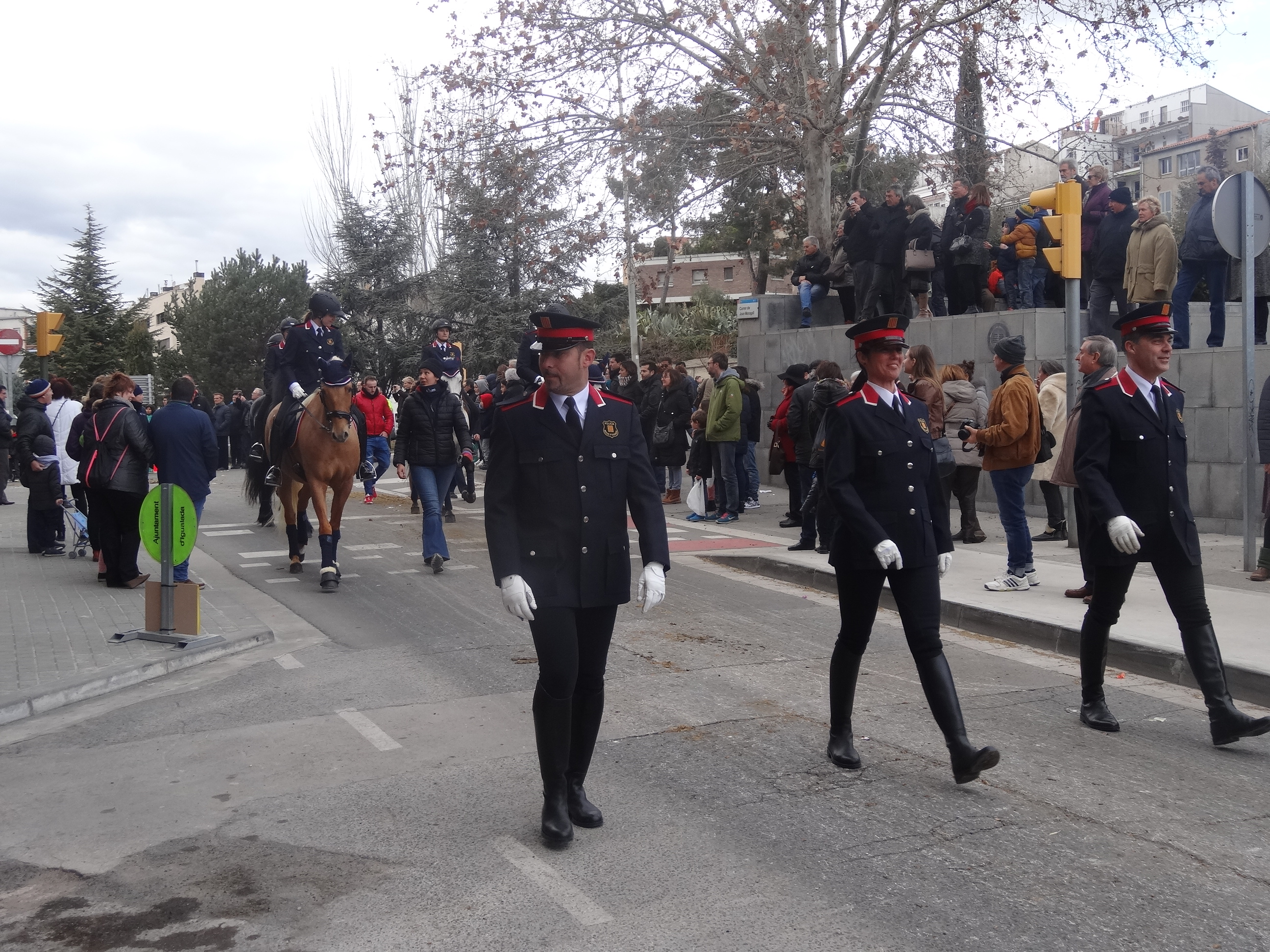
Desfile a pé
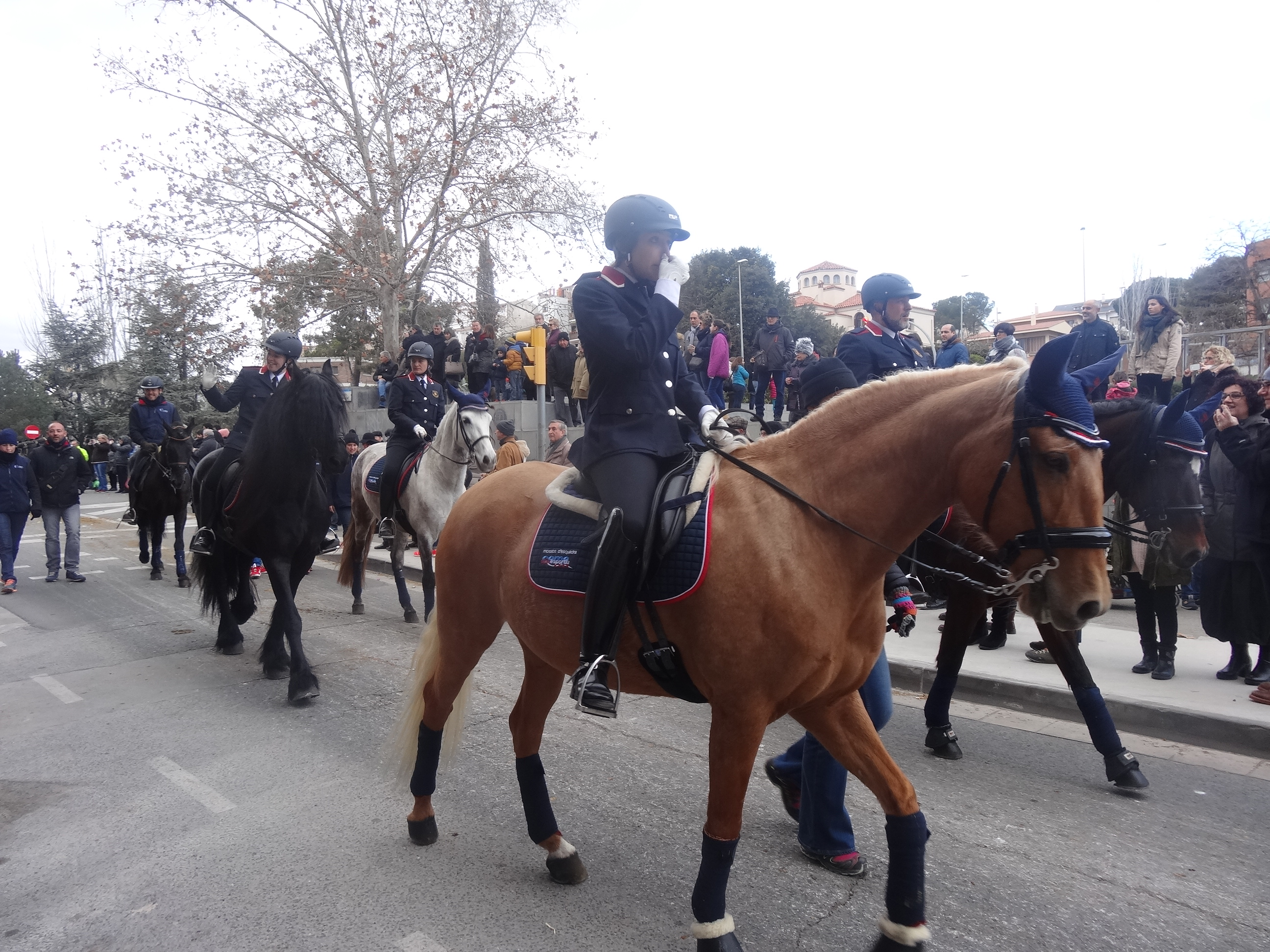
Polícias a cavalo
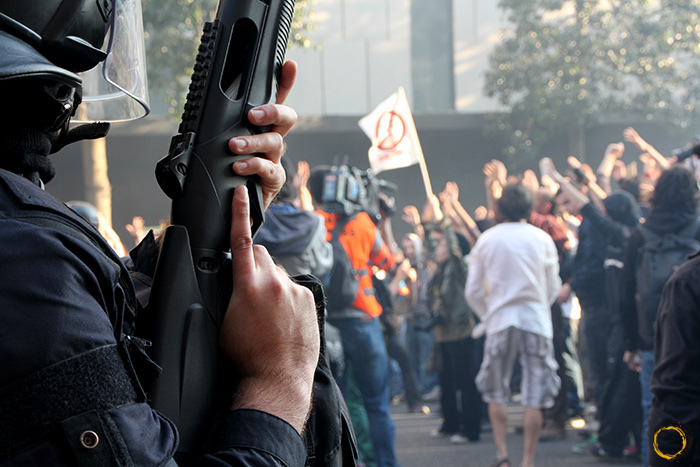
Pormenor de arma
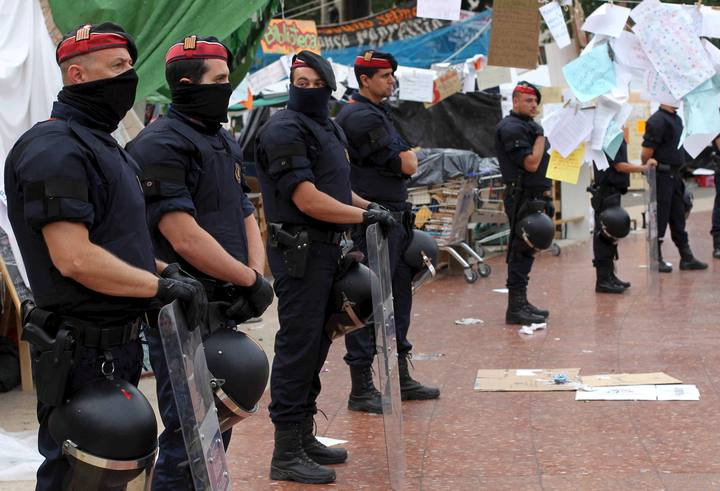
Atuação em manifestação